# Margot Duhalde

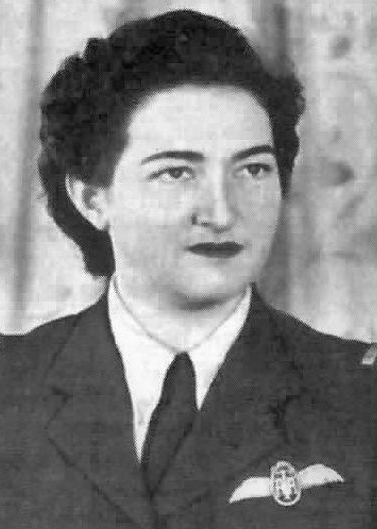
Margot Duhalde, ca. 1944

Margot Duhalde Sotomayor (* 12. Dezember 1920 in Río Bueno, Chile; † 5. Februar 2018 in Santiago, Chile) war eine der ersten Chileninnen, die eine Pilotenlizenz erwarben, Militärpilotin im Zweiten Weltkrieg und erste chilenische Fluglotsin.

## Leben

### Kindheit und Jugend
Margot Duhalde wurde 1920 als zweites von zwölf Kindern von Maximiliano Duhalde Bahamonde und Rosa Sotomayor Arriagada geboren. Ihre Eltern waren aus dem französischen Baskenland in die Provinzstadt Río Bueno im Süden Chiles emigriert. Ihr Vater war Landwirt, die Mutter Hausfrau.
Margot war schon in ihrer Kindheit vom Fliegen fasziniert. Sie beobachtete regelmäßig die Postflugzeuge, die in der Nähe ihres Heimatortes auf dem Weg nach Patagonien vorbeiflogen. Den Entschluss, Pilotin zu werden, fasste sie, nachdem sie zum ersten Mal ein Flugzeug nach einer Notlandung aus der Nähe gesehen hatte. Ihre Eltern unterstützten diesen Wunsch anfangs nicht, doch sie kämpfte zwei Jahre lang dafür, sie zu überzeugen. Schließlich hatte sie Erfolg und erhielt im Alter von 16 Jahren die Erlaubnis, sich zur Pilotin ausbilden zu lassen.

### Ausbildung
Als Margot Duhalde im Jahr 1936 in Santiago versuchte, Mitglied im Chilenischen Flieger-Club zu werden, um dort die Pilotenlizenz zu erwerben, stellte sie fest, dass sie nicht die notwendigen Voraussetzungen erfüllte. Mit 16 Jahren erreichte sie noch nicht das Mindestalter von 20 Jahren, also gab sie als Geburtsjahr 1916 an, was in einer Fluglizenz dokumentiert ist, die sich im Nationalen Aeronautik-Museum Chiles befindet.
Bei der medizinischen Untersuchung überzeugte sie nach eigenen Angaben einen Offizier, ihr zu helfen, den Sehtest zu bestehen, da ihre Sehschwäche ein weiteres Ausschlusskriterium bedeutet hätte.
Schließlich musste sie noch einen Fluglehrer finden, der bereit war, sie auszubilden, obwohl sie eine Frau und sehr jung war, und aus einer bäuerlichen Familie stammte. Der französische Luftfahrtpionier Cesar Copetta übernahm ihre fliegerische Ausbildung. Am 30. April 1938 erhielt Duhalde als dritte chilenische Frau die Pilotenlizenz.

### Zweiter Weltkrieg
Nach der Besetzung Frankreichs durch deutsche Truppen im Juni 1940 forderte General Charles de Gaulle in seinem Appell von 1940 alle Franzosen auf „wo immer sie sich aufhalten“, in den Forces françaises libres (FFL) auf der Seite der Alliierten weiter gegen das nationalsozialistische Deutschland und dessen Verbündete zu kämpfen.
Daraufhin meldete sich Margot Duhalde im französischen Konsulat freiwillig als Pilotin für die FFL in London, wo sich de Gaulle im Exil aufhielt. Ihren Eltern verschwieg sie ihren Eintritt in die Armee und erklärte ihnen stattdessen, dass sie als Ausbilderin nach Kanada gehen würde. Auf ihrem Weg nach England schloss sie sich anderen Rekruten an und reiste mit ihnen gemeinsam auf einem norwegischen Frachter nach Liverpool. Bei ihrer Ankunft im Mai 1941 wurden sie und ihre Gefährten jedoch unter dem Verdacht der Spionage festgenommen und fünf Tage lang in London festgehalten.

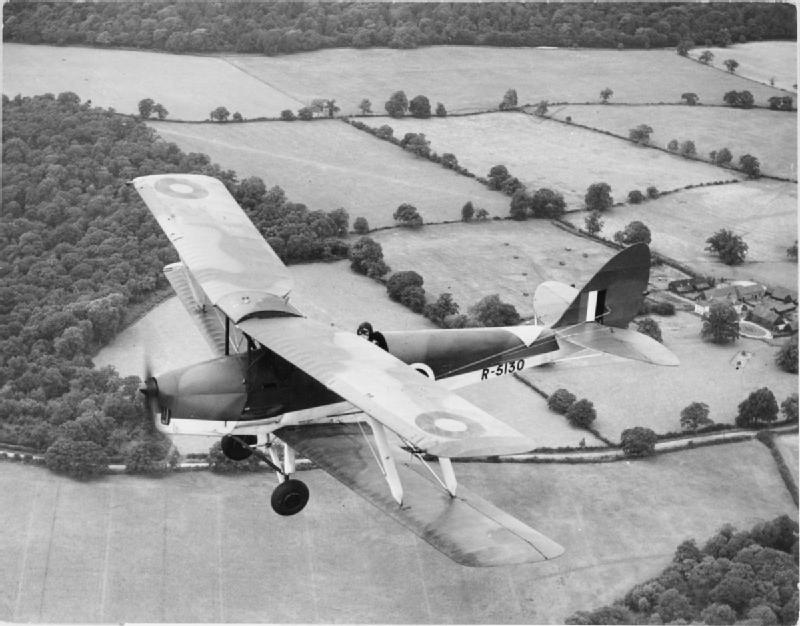
De Havilland Dh.82 Tiger Moth der Royal Air Force

Nach ihrer Freilassung wurde sie darüber informiert, dass die FFL keine weiblichen Piloten einstellten und sie stattdessen als Hausangestellte für verletzte Piloten einsetzen wollten. Duhalde wollte jedoch unbedingt als Pilotin arbeiten. Sie erfuhr, dass die britischen Lufttransporteinheiten (Air Transport Auxiliary, (ATA)) aufgrund der hohen Opferzahlen der Royal Air Force dringenden Bedarf an Piloten hatten und daher auch Frauen akzeptierten. Die zivile Organisation ATA hatte die Aufgabe, Flugzeuge von den Fabriken für den Kampfeinsatz zu den Geschwadern der Royal Air Force (RAF) zu überführen. Daher bewarb sich Duhalde umgehend bei der ATA, bestand den Pilotentest in einer Tiger Moth und wurde am 1. September 1941 angenommen, obwohl sie nur rudimentäre Kenntnisse der englischen Sprache besaß.
Sie wurde einem Pilotinnen-Pool in Hatfield (Hertfordshire) zugewiesen, wo sie den Spitznamen „Chile“ erhielt. Bei ihrem ersten Einsatz auf einem Solo-Langstreckenflug führte ihre verschwiegene Sehschwäche zu einem Zwischenfall. Da die Sicht schlecht war und sie ihre Brille nicht trug, verirrte sie sich zwischen Sperrballons und musste notlanden. Dabei brach das Fahrwerk der Maschine und Duhalde erlitt leichte Verletzungen am Kopf. Da sie weder Papiere mitführte, noch ihre Lage in Englisch erklären konnte, wurde sie von der Polizei verhaftet.

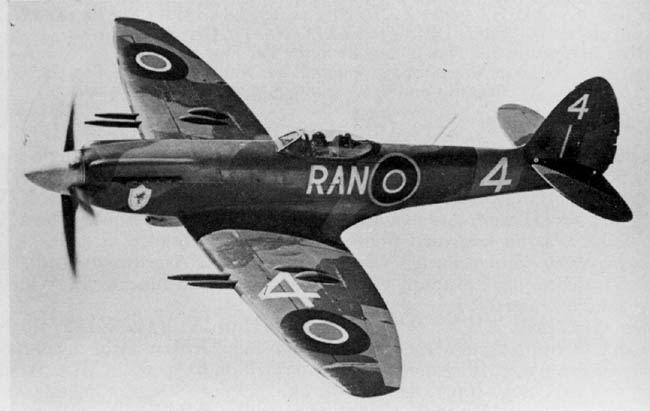
Supermarine Spitfire F.22 der Royal Air Force

Als Folge wurde sie für drei Monate vom fliegerischen Dienst abgezogen, um Englisch zu lernen und mit Wartungstechnikern zu arbeiten, bevor sie in den Pilotenpool zurückkehren konnte. Anschließend wurde sie als Pilotin der ATA-Klasse 1 ausgebildet, was sie dazu befähigte, leichte einmotorige Flugzeuge zu fliegen. Bis 1944 erhielt sie die Ausbildung der Klassen 2, 3, 4 und 4+, sodass sie alle ein- und zweimotorigen Maschinen der britischen Luftwaffe fliegen durfte.
Als Pilotin war sie während des Kriegs verschiedenen Pilotenpools zugeteilt. Während dieser Zeit lieferte sie mehr als 1.000 Flugzeuge in ganz England aus und flog mehr als 50 Flugzeugtypen, darunter Kampfflugzeuge wie die Spitfire und leichte Bomber sowie Transport- und Trainingsflugzeuge.
Gegen Kriegsende lieferte sie auch Flugzeuge an die Staffeln der Royal Air Force nach Frankreich, Belgien und in die Niederlande. Sie blieb bis November 1945 bei der ATA und stieg bis in den Rang einer Ersten Offizierin der ATA auf.

### Nach dem Krieg
Nach dem Zweiten Weltkrieg diente Duhalde als die einzige Pilotin in der französischen Luftwaffe. Ab Januar 1946 war sie der 80. UEO (Operational Training Unit) von Spitfires in Ouston in der Nähe von Newcastle upon Tyne im Norden Englands zugeordnet, wo sie in Kunstflug ausgebildet wurde. Im März 1946 wurde ihre Staffel nach Meknès, Marokko verlegt, damals noch französisches Protektorat. Ende Juni 1946 begann sie mit einer Gruppe von 20 Piloten eine Tournee durch Südamerika, um französische Flugzeuge vorzuführen; sie reiste dabei nach Uruguay, Argentinien, Brasilien und Chile.

### Zurück in Chile

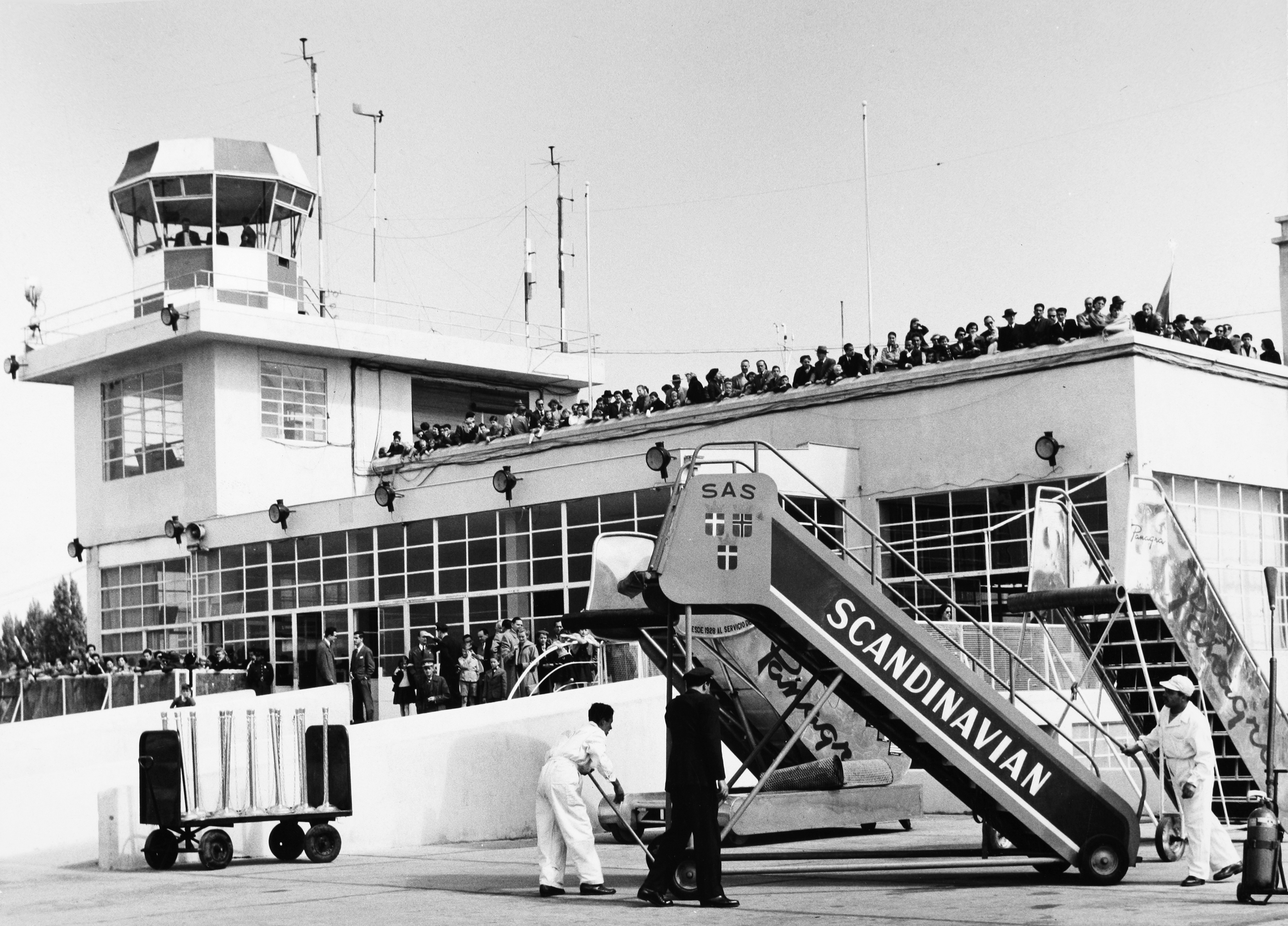
Flughafen Los Cerrillos 1951

1947 verließ Duhalde die französische Armee im Rang eines Hauptmanns. Sie kehrte nach Chile zurück mit dem Ziel, für die Fluggesellschaft LAN zu fliegen. Da sie jedoch als Frau dort noch immer keine Chance bekam, arbeitete sie zunächst als Privatpilotin für einen reichen Geschäftsmann. Im Februar 1948 wechselte sie zu der regionalen Fluggesellschaft LIPA-SUR, wo sie kleine zweimotorige Maschinen flog, bevor sie im Mai 1949 im Rahmen von Personalabbaumaßnahmen entlassen wurde. Daraufhin fand sie eine Stelle bei der chilenischen Luftwaffe, wo sie zur ersten weiblichen Fluglotsin ausgebildet wurde. Im September 1951 erhielt sie die Fluglehrerlizenz. In der Folgezeit arbeitete sie in den Kontrolltürmen der Flughäfen Los Cerrillos in Santiago und Antofagasta, ab 1960 als Leiterin des Kontrollturms von Los Cerrillos. 1969 wurde sie an den Presidente Carlos Ibáñez del Campo International Airport bei Punta Arenas versetzt, wo sie als Fluglotsin und später auch als Fluglehrerin arbeitete.
Nach ihrem Ausscheiden aus der Luftwaffe wurde sie zum Oberst ehrenhalber ernannt. Trotz ihres hohen Alters arbeitete sie weiter als zivile Fluglotsin, zum großen Teil in Punta Arenas, dem patagonischen Tor zur Antarktis. Im Jahr 2000 trat Margot Duhalde im Alter von 81 Jahren in den Ruhestand. Ihren 80. Geburtstag feierte sie mit einem Fallschirmsprung aus 3.600 m Höhe. 2007 flog sie zum letzten Mal ein Flugzeug.

## Familie und Nachkommen
Duhalde heiratete drei Mal, keine ihrer Ehen dauerte länger als drei Jahre. Aus der Verbindung mit ihrem zweiten Mann entstammen ein Sohn namens Fernando, der für die chilenische Luftwaffe arbeitete, bevor er Landwirt wurde, sowie zwei Enkelkinder.
Ihre Autobiografie, die sie 2006 im Alter von 86 Jahren veröffentlichte, endet mit den Worten

“Después de todos estos homenajes, en realidad no me siento diferente de cómo me he sentido toda mi vida y siempre tengo proyectos, porque gozo de excelente salud, camino treinta minutos diarios con mi perrita Maitechu, asisto tres veces por semana a clases de hidrogimnasia en una piscina temperada, practico baile entretenido, manejo mi auto diariamente, vuelo por lo menos dos horas mensuales como piloto al mando, bebo vino tinto y whisky.

En resumen: ¡viviré cien años!…”

„Nach all diesen Ehrungen fühle ich mich nicht wirklich anders, als ich mich mein ganzes Leben lang gefühlt habe, und ich habe immer Projekte, denn ich erfreue mich einer ausgezeichneten Gesundheit, ich gehe täglich dreißig Minuten mit meinem Hund Maitechu spazieren, ich besuche dreimal pro Woche Hydro-Gymnastik-Kurse in einem beheizten Schwimmbad, ich übe unterhaltsame Tänze, ich fahre täglich mit meinem Auto, ich fliege mindestens zwei Stunden im Monat als verantwortlicher Pilot, ich trinke Rotwein und Whisky.

Kurz gesagt: Ich werde hundert Jahre leben!...“

Margot Duhalde starb am 5. Februar 2018 im Alter von 97 Jahren im Krankenhaus der chilenischen Luftwaffe in Santiago.

## Auszeichnungen und Ehrungen
1946 wurde Duhalde zum Ritter der Ehrenlegion ernannt und 2006 vom französischen Präsidenten Jacques Chirac zum Kommandeur des Nationalen Ordens der Ehrenlegion. Im Jahr 1989 erhielt sie eine Medaille zum 50. Jahrestag der ATA. 2009 wurde sie vom britischen Botschafter in Santiago, Howard Drake, für ihre Arbeit mit der britischen Lufttransporthilfstruppe während des Zweiten Weltkriegs mit dem ATA-Veteranenabzeichen ausgezeichnet.
Die chilenische Präsidentin Michelle Bachelet bezeichnete sie als Pionierin, „die in einer Welt der Männer gezeigt hat, dass für Frauen nichts unmöglich ist“.

## Filme
2010 trat sie in dem britischen Dokumentarfilm Spitfire Sisters auf, der die Geschichte der Pilotinnen der britischen Lufttransporthilfstruppen erzählt, und 2011 in Air Transport Auxiliary, einem weiteren Dokumentarfilm über die Organisation und ihre Mitglieder.